# FC Midtjylland w sezonie 2016/2017
FC Midtjylland w sezonie 2016/2017 – klub ten grał w rozgrywkach klubowych w Danii i w Europie.
FC Midtjylland zakończył ten sezon jako czwarty zespół w Superligaen. W Pucharze Danii odpadł po półfinale.
| 18 lipca 201619:00 CEST | Midtjylland                                                          | 2:2 | Randers                                            | MCH Arena Widzów: 5,725 Sędzia: Jens Maae |
| 18 lipca 201619:00 CEST | Kadlec 41' · Olsson 56' · Onuachu 65' · Duelund 69' · Kristensen 82' | 2:2 | Fisker 27' · Agesen 73' · Marxen 76' · Masango 77' | MCH Arena Widzów: 5,725 Sędzia: Jens Maae |

| 24 lipca 201618:00 CEST | Nordsjælland                                 | 0:4 | Midtjylland                                         | Right to Dream Park Widzów: 2,619 Sędzia: Anders Poulsen |
| 24 lipca 201618:00 CEST | C. Køhler 22' · Ramón 90+2' · C. Tanor 90+3' | 0:4 | Poulsen 21' 68' (pen.) · Sisto 75', 82' · Novák 89' | Right to Dream Park Widzów: 2,619 Sędzia: Anders Poulsen |

| 31 lipca 201614:00 CEST | Midtjylland                               | 3:0 | Silkeborg                                           | MCH Arena Widzów: 7,625 Sędzia: Peter Kjærsgaard-Andersen |
| 31 lipca 201614:00 CEST | Duelund 12' · Kadlec 47', 53' · Rømer 75' | 3:0 | Gammelby 33' · Vendelbo 36' · Flinta 79' · Skov 89' | MCH Arena Widzów: 7,625 Sędzia: Peter Kjærsgaard-Andersen |

| 7 sierpnia 201618:00 CEST | Midtjylland                                  | 3:3 | Brøndby                                                     | MCH Arena Widzów: 8,889 Sędzia: Jakob Kehlet |
| 7 sierpnia 201618:00 CEST | Onuachu 66' · Poulsen 86' (pen.), 89' (pen.) | 3:3 | Juelsgård 13' · Pukki 40', 76', 79' · Crone 54' · Holst 73' | MCH Arena Widzów: 8,889 Sędzia: Jakob Kehlet |

| 13 sierpnia 201618:30 CEST | Copenhagen                                                    | 3:1 | Midtjylland                                | Parken Stadium Widzów: 12,074 Sędzia: Mads-Kristoffer Kristoffersen |
| 13 sierpnia 201618:30 CEST | Kvist 45+1' · Johansson 65' · Dahlin 71' (o.g.) · Toutouh 88' | 3:1 | Poulsen 24' · Banggaard 42' · Hansen 90+3' | Parken Stadium Widzów: 12,074 Sędzia: Mads-Kristoffer Kristoffersen |

| 21 sierpnia 201618:00 CEST | Midtjylland                                       | 2:2 | SønderjyskE                                                                            | MCH Arena Widzów: 4,690 Sędzia: Michael Johansen |
| 21 sierpnia 201618:00 CEST | Kanstrup 16' (o.g.) · Novák 58' · Banggaard 90+1' | 2:2 | Madsen 8' · Pedersen 75' · Dal Hende 76' · Okwi 81' · Kanstrup 87' · Hansen 90' (o.g.) | MCH Arena Widzów: 4,690 Sędzia: Michael Johansen |

| 28 sierpnia 201620:00 CEST | Viborg      | 0:0 | Midtjylland | Energi Viborg Arena Widzów: 6,043 Sędzia: Dennis Mogensen |
| 28 sierpnia 201620:00 CEST | Fochive 56' | 0:0 | Riis 88'    | Energi Viborg Arena Widzów: 6,043 Sędzia: Dennis Mogensen |

| 9 września 201620:15 CEST | Midtjylland                                              | 3:0 | Esbjerg fB                 | MCH Arena Widzów: 7,161 Sędzia: Mads-Kristoffer Kristoffersen |
| 9 września 201620:15 CEST | Onuachu 56' · Pušić 77' (pen.) · Rømer 84' · Borring 87' | 3:0 | Laursen 13' · Andersen 73' | MCH Arena Widzów: 7,161 Sędzia: Mads-Kristoffer Kristoffersen |

| 18 września 201614:00 CEST | Odense                                                    | 0:1 | Midtjylland                                                          | TRE-FOR Park Widzów: 6,520 Sędzia: Michael Johansen |
| 18 września 201614:00 CEST | Edmundsson 11' · Lund 49' · Festersen 74' · Mikkelsen 85' | 0:1 | Hansen 51' · Halsti 53' · Olsson 75' · Banggaard 88' · Poulsen 90+3' | TRE-FOR Park Widzów: 6,520 Sędzia: Michael Johansen |

| 21 września 201620:00 CEST | AGF                                          | 1:1 | Midtjylland | Ceres Park Widzów: 8,575 Sędzia: Jørgen Daugbjerg Burchardt |
| 21 września 201620:00 CEST | Pedersen 41' · Rasmussen 48' · Jovanović 76' | 1:1 | Novák 51'   | Ceres Park Widzów: 8,575 Sędzia: Jørgen Daugbjerg Burchardt |

| 25 września 201618:00 CEST | Midtjylland                                                                                 | 5:2 | Horsens                                     | MCH Arena Widzów: 8,008 Sędzia: Jens Maae |
| 25 września 201618:00 CEST | Banggaard 7' · Wikheim 10' · van der Vaart 34' · Rømer 51' · Duelund 54', 88' · Onuachu 79' | 5:2 | Aabech 7' (pen.) · Hansson 22' · Sanneh 49' | MCH Arena Widzów: 8,008 Sędzia: Jens Maae |

| 2 października 201614:00 CEST | Lyngby                | 1:0 | Midtjylland  | Lyngby Stadion Widzów: 1,957 Sędzia: Jakob Kehlet |
| 2 października 201614:00 CEST | Lumb 17' · Larsen 38' | 1:0 | Bruninho 79' | Lyngby Stadion Widzów: 1,957 Sędzia: Jakob Kehlet |

| 16 października 201618:00 CEST | Midtjylland                              | 2:0 | AaB                                      | MCH Arena Widzów: 8,617 Sędzia: Michael Tykgaard |
| 16 października 201618:00 CEST | Banggaard 40' · Riis 87' · Wikheim 90+1' | 2:0 | Kristensen 8' · Pedersen 66' · Würtz 90' | MCH Arena Widzów: 8,617 Sędzia: Michael Tykgaard |

| 24 października 201619:00 CEST | Esbjerg fB | 1:3 | Midtjylland                                          | Blue Water Arena Widzów: 4,473 Sędzia: Morten Krogh |
| 24 października 201619:00 CEST | Mabil 24'  | 1:3 | Hansen 14' · Borring 26' · Poulsen 62' · Duelund 64' | Blue Water Arena Widzów: 4,473 Sędzia: Morten Krogh |

| 30 października 201618:00 CET | Midtjylland | 1:3 | Copenhagen                                                  | MCH Arena Widzów: 10,624 Sędzia: Anders Poulsen |
| 30 października 201618:00 CET | Pušić 90'   | 1:3 | Santander 3', 28' · Delaney 45' · Kvist 47' · Cornelius 85' | MCH Arena Widzów: 10,624 Sędzia: Anders Poulsen |

| 6 listopada 201614:00 CET | Horsens       | 1:5 | Midtjylland                                                           | CASA Arena Horsens Widzów: 1,962 Sędzia: Jørgen Daugbjerg Burchardt |
| 6 listopada 201614:00 CET | Jespersen 22' | 1:5 | Onuachu 19', 80' · Borring 43' · Hassan 57' · Novák 60' · Duelund 72' | CASA Arena Horsens Widzów: 1,962 Sędzia: Jørgen Daugbjerg Burchardt |

| 20 listopada 201618:00 CET | SønderjyskE                   | 1:0 | Midtjylland                                                    | Sydbank Park Widzów: 3,322 Sędzia: Michael Johansen |
| 20 listopada 201618:00 CET | Madsen 77' · Zinckernagel 85' | 1:0 | Kristensen 34' · Rømer 44' · van der Vaart 44' · Banggaard 81' | Sydbank Park Widzów: 3,322 Sędzia: Michael Johansen |

| 28 listopada 201619:00 CET | Midtjylland   | 1:0 | Odense         | MCH Arena Widzów: 6,242 Sędzia: Jakob Kehlet |
| 28 listopada 201619:00 CET | Kristensen 4' | 1:0 | Edmundsson 79' | MCH Arena Widzów: 6,242 Sędzia: Jakob Kehlet |

| 1 grudnia 201618:00 CET | Silkeborg                                    | 2:1 | Midtjylland                           | Mascot Park Widzów: 2,943 Sędzia: Lars Christoffersen |
| 1 grudnia 201618:00 CET | Helenius 57', 62' · S. Skytte 83' · Dahl 90' | 2:1 | Olsson 28' · Hansen 62' · Onuachu 74' | Mascot Park Widzów: 2,943 Sędzia: Lars Christoffersen |

| 4 grudnia 201618:00 CET | Midtjylland                   | 0:1 | AGF | MCH Arena Widzów: 6,135 Sędzia: Jens Maae |
| 4 grudnia 201618:00 CET | Ikonomidis 40' · Andersen 66' | 0:1 |     | MCH Arena Widzów: 6,135 Sędzia: Jens Maae |

| 11 grudnia 201618:00 CET | Brøndby        | 2:1 | Midtjylland                     | Brøndby Stadium Widzów: 11,065 Sędzia: Mads-Kristoffer Kristoffersen |
| 11 grudnia 201618:00 CET | Pukki 25', 79' | 2:1 | van der Vaart 43' · Onuachu 65' | Brøndby Stadium Widzów: 11,065 Sędzia: Mads-Kristoffer Kristoffersen |

| 19 lutego 201718:00 CET | Midtjylland                                          | 0:0 | Viborg                                      | MCH Arena Widzów: 8,909 Sędzia: Michael Johansen |
| 19 lutego 201718:00 CET | Sparv 59' · Duelund 59' · Wikheim 61' · Hansen 90+4' | 0:0 | Pallesen 61' · Moberg 72' · Frederiksen 79' | MCH Arena Widzów: 8,909 Sędzia: Michael Johansen |

| 24 lutego 201720:15 CET | Randers    | 0:2 | Midtjylland                                                                | BioNutria Park Randers Widzów: 3,941 Sędzia: Michael Tykgaard |
| 24 lutego 201720:15 CET | Fenger 45' | 0:2 | Rilwan Hassan 27' · Duelund 32' · Kristensen 52' · Rømer 64' · Onuachu 90' | BioNutria Park Randers Widzów: 3,941 Sędzia: Michael Tykgaard |

| 3 marca 201720:15 CET | Midtjylland                        | 1:1 | Lyngby                                                          | MCH Arena Widzów: 5,870 Sędzia: Peter Kjærsgaard-Andersen |
| 3 marca 201720:15 CET | Poulsen 61' · Rømer 66' · Riis 81' | 1:1 | Rygaard Jensen 32' · Kjær 45' 63' · Christjansen 51' · Lumb 59' | MCH Arena Widzów: 5,870 Sędzia: Peter Kjærsgaard-Andersen |

| 13 marca 201719:00 CET | AaB                      | 1:1 | Midtjylland                                        | Nordjyske Arena Widzów: 6,641 Sędzia: Jakob Kehlet |
| 13 marca 201719:00 CET | Sloth 45' · Børsting 55' | 1:1 | Riis 24' · Rømer 39' · Poulsen 57' · Onuachu 90+1' | Nordjyske Arena Widzów: 6,641 Sędzia: Jakob Kehlet |

| 19 marca 201717:00 CET | Midtjylland                                                                    | 1:2 | Nordsjælland                                                  | MCH Arena Widzów: 7,350 Sędzia: Jens Maae |
| 19 marca 201717:00 CET | Hansen 14' · Riis 17' · Drachmann 35' · Wikheim 42' · Onuachu 83' · Halsti 86' | 1:2 | Ingvartsen 43' 55' · Mtiliga 57' · Donyoh 70' · Marcondes 80' | MCH Arena Widzów: 7,350 Sędzia: Jens Maae |

## European play-off final
| 1 czerwca 2017 | Midtjylland                                  | 3:0 | Randers | MCH Arena, Herning Widzów: 5,534 Sędzia: Mads-Kristoffer Kristoffersen |
| 1 czerwca 2017 | Onuachu 37' · R.Nicolaisen 67' · Borring 69' | 3:0 |         | MCH Arena, Herning Widzów: 5,534 Sędzia: Mads-Kristoffer Kristoffersen |

## Danish Cup
| 27 października 201619:45 CEST | Fremad Amager  | 1:3 | Midtjylland                              | Sundby Idrætspark Widzów: 2,588 |
| 27 października 201619:45 CEST | O. Şenoğlu 82' | 1:3 | Duelund 34' · Olsson 58' · Onuachu 90+2' | Sundby Idrætspark Widzów: 2,588 |

| 7 marca 201717:45 CET | Kjellerup      | 0:3 | Midtjylland                                             | Mascot Park Widzów: 1,321 Sędzia: Jørgen Daugbjerg Burchardt |
| 7 marca 201717:45 CET | J. Nielsen 77' | 0:3 | Bruninho 14' · Duelund 17' · Kroon 34' · Kristensen 88' | Mascot Park Widzów: 1,321 Sędzia: Jørgen Daugbjerg Burchardt |

| 5 kwietnia 2017 | AaB | 2:3 | Midtjylland | Nordjyske Arena Widzów: 4,124 |
| 5 kwietnia 2017 |     | 2:3 |             | Nordjyske Arena Widzów: 4,124 |

| 4 maja 2017 | Midtjylland | 1:2 | Brøndby | MCH Arena Widzów: 9,475 |
| 4 maja 2017 |             | 1:2 |         | MCH Arena Widzów: 9,475 |

## UEFA Europa League
| 30 czerwca 201619:00 CEST | Midtjylland | 1:0 | FK Sūduva                                  | MCH Arena Widzów: 4,347 Sędzia: Srđan Jovanović (Serbia) |
| 30 czerwca 201619:00 CEST | Onuachu 56' | 1:0 | Leimonas 62' · Jablan 78' · Pavlović 90+3' | MCH Arena Widzów: 4,347 Sędzia: Srđan Jovanović (Serbia) |

| 7 lipca 201619:00 CEST | FK Sūduva                    | 0:1 | Midtjylland | Sūduva Stadium Widzów: 1,738 Sędzia: Peter Kralović (Slovakia) |
| 7 lipca 201619:00 CEST | Slavickas 69' · Švrljuga 72' | 0:1 | Novák 16'   | Sūduva Stadium Widzów: 1,738 Sędzia: Peter Kralović (Slovakia) |

| 14 lipca 201618:30 CEST | Midtjylland                                          | 3:0 | Vaduz       | MCH Arena Widzów: 4,455 Sędzia: Kirill Levnikov (Russia) |
| 14 lipca 201618:30 CEST | Sisto 21', 82' · Novák 57' · Pušić 62' · Onuachu 73' | 3:0 | Avdijaj 82' | MCH Arena Widzów: 4,455 Sędzia: Kirill Levnikov (Russia) |

| 21 lipca 201619:00 CEST | Vaduz                                                                            | 2:2 | Midtjylland                               | Rheinpark Stadion Widzów: 842 Sędzia: Andrew Davey (Northern Ireland) |
| 21 lipca 201619:00 CEST | Costanzo 25' 85' (pen.) · M. Strohmaier 64' · M. Brunner 82' · M. Pfründer 90+1' | 2:2 | Sisto 41', 67' · Poulsen 45+2' · Riis 81' | Rheinpark Stadion Widzów: 842 Sędzia: Andrew Davey (Northern Ireland) |

| 28 lipca 201620:30 CEST | Videoton                         | 0:1 | Midtjylland                              | Pancho Arena Widzów: 2,899 Sędzia: Ville Nevalainen (Finland) |
| 28 lipca 201620:30 CEST | Pátkai 48' · Filipe Oliveira 88' | 0:1 | Kristensen 16' · Novák 55' · Onuachu 78' | Pancho Arena Widzów: 2,899 Sędzia: Ville Nevalainen (Finland) |

| 4 sierpnia 201618:00 CEST | Midtjylland                                                              | 1:1 | Videoton                                                                                           | MCH Arena Widzów: 6,258 Sędzia: Marco Guida (Italy) |
| 4 sierpnia 201618:00 CEST | Hansen 23' · Novák 45' 104' · Onuachu 46' · Banggaard 75' · Duelund 116' | 1:1 | Lang 19' · Paulo Vinícius 47' · Szolnoki 56' · Barczi 58' · Kovács 75' · Juhász 111' · Bódi 120+2' | MCH Arena Widzów: 6,258 Sędzia: Marco Guida (Italy) |

| 18 sierpnia 201618:30 CEST | Midtjylland                             | 0:1 | Osmanlıspor                                                                                      | MCH Arena Widzów: 7,003 Sędzia: István Kovács (Romania) |
| 18 sierpnia 201618:30 CEST | Onuachu 23' · Halsti 45+2' · Hassan 66' | 0:1 | Kılıçaslan 14' · Banggaard 20' (o.g.) · Çürüksu 27' · Delarge 54' · Karčemarskas 86' · Badou 89' | MCH Arena Widzów: 7,003 Sędzia: István Kovács (Romania) |

| 25 sierpnia 201620:00 CEST | Osmanlıspor                                        | 2:0 | Midtjylland            | Osmanlı Stadyumu Sędzia: Yevhen Aranovsky (Ukraine) |
| 25 sierpnia 201620:00 CEST | Tiago Pinto 20', 50' · Procházka 54' · Altınay 73' | 2:0 | Kadlec 63' · Pušić 76' | Osmanlı Stadyumu Sędzia: Yevhen Aranovsky (Ukraine) |